# اوبشتاد ویر
اوبشتاد ویر (به آلمانی: Ubstadt-Weiher) یک شهر در آلمان است که در بادن-وورتم‌برگ واقع شده‌است.

## خصوصیات
اوبشتاد ویر ۳۶٫۴۸ کیلومترمربع مساحت دارد ۱۳۱ متر بالاتر از سطح دریا واقع شده‌است.